# Маркович, Антун
Антун Маркович (род. 4 июля 1992, Гнилане, Косово и Метохия) — хорватский футболист, вратарь.

## Карьера
Родители переехали в городок Вочин на северо-востоке Хорватии. Закончил футбольную школу в Осиеке.
Футбольную карьеру начал в 2011 году в составе клуба «Славен Белупо» из города Копривница, выступавшем в Первой хорватской футбольной лиге.
В 2012-2013 гг. на правах аренды играл за соседний хорватский клуб «Копривница» из Третьей лиги.
Летом 2019 года подписал контракт с казахстанским клубом «Атырау» . Сразу 21 июля дебютировал в казахстанской Премьер-Лиге, выйдя в стартовом составе в важном матче 19-го тура против «Ордабасы» (1:0), и отыграл на «ноль».

## Достижения
«Атырау»
- Финалист Кубка Казахстана (1): 2019